# Сака (Латвия)
Са́ка (латыш. Saka) — населённый пункт в Южно-Курземском крае Латвии, административный центр Сакской волости. Расположен при слиянии рек Дурбе и Тебра, образующих реку Сака. Рядом проходит региональная автодорога P111 (Вентспилс — Гробиня). Расстояние до города Лиепая составляет около 52 км.
По данным на 2017 год, в населённом пункте проживало 33 человека. Есть волостная администрация, библиотека, гостевой дом, лютеранская и баптистская церкви.

## История
Впервые упоминается в 1230 году. С 1386 года — центр поместья Закенгаузен.
В советское время населённый пункт был центром Сакского сельсовета Лиепайского района. В селе располагалась центральная усадьба колхоза «Центиба».